# Jairo Monge
Jairo Alexander Monge Ruiz (Limón, 28 de enero de 1993) es un futbolista costarricense, se desempeña como guardameta y su equipo actual es el  Puerto Golfito F.C. de la Liga de Ascenso.
Comenzó su carrera deportiva con Limón F.C equipo con el que debutó en un encuentro ante el C.S. Uruguay de Coronado.

## Trayectoria

### Limón F.C
Debutó el 11 de noviembre del 2012, en el empate 0-0 entre la escuadra limonense frente a Uruguay de Coronado. Contabiliza 49 partidos en primera división. Para él los últimos cuatro torneos cortos han sido complicados y no ha jugado.

### C.S Herediano
Fue fichado por el C.S. Herediano para el Clausura 2019.

### Puerto Golfito F.C
Fue cedido a préstamo al equipo de puerto Golfito f.c por dos torneos cortos

## Clubes
| Club               | País       | Año               |
| ------------------ | ---------- | ----------------- |
| Limón F.C          | Costa Rica | 2012 - 2018       |
| C.S. Herediano     | Costa Rica | 2019              |
| Puerto Golfito F.C | Costa Rica | 2019 - actualidad |